# Pazo dos Deportes de Riazor
El Pazo dos Deportes de Riazor (en català: Palau d'Esports de Riazor) és un recinte poliesportiu de la ciutat de la Corunya, a Galícia, situat a la vora del passeig marítim i al costat de l'Estadi Municipal de Riazor. En ell hi juguen com a locals el HC Liceo d'hoquei sobre patins i el CB Coruña de bàsquet. Té capacitat per a 4.425 espectadors.

## Història
La construcció del pavelló va començar el novembre de 1968, sobre una superfície de 5.840 m², sota la direcció de l'arquitecte municipal Santiago Rey Pedreira. Es va inaugurar l'1 d'agost de 1970, en un partit entre la Selecció d'hoquei sobre patins masculina d'Espanya i un combinat de jugadors de la resta del món que va acabar 4-2 a favor del combinat espanyol.
En la seva història el Pazo ha albergat en dues ocasions el Mundial d'hoquei patins masculí, el 1972, quan es va proclamar campiona la selecció espanyola, i el 1988, que el va guanyar la selecció d'Itàlia. També s'hi han disputat altres competicions esportives, com la final del campionat d'Europa de boxa l'any 2011 o també competicions d'esgrima.
El pavelló es va remodelar l'any 2011 amb un pressupost de 4,2 milions d'euros.